# Леонтьево (Московская область)
Леонтьево — деревня в Ступинском районе Московской области, центр Леонтьевского сельского поселения (до 2006 года — центр Леонтьевского сельского округа). В деревне на 2015 год 5 улиц и садовое товарищество. Селение, как деревня Левонтьева, впервые упоминается в 1577 году; связано автобусным сообщением с соседними населёнными пунктами.

## География
Леонтьево расположено на востоке центральной части района, на безымянном ручье бассейна реки Городенка, высота центра деревни над уровнем моря — 179 м. Ближайшие населённые пункты: Дорки — около 0,4 км на запад, Спасское — менее километра на восток и Ляхово — примерно в 1,3 км на юго-запад.

## Население
| 2002 | 2006  | 2010  |
| ---- | ----- | ----- |
| 1090 | ↘1018 | ↗1091 |